# Glyptorhaestus japonicus
Glyptorhaestus japonicus är en stekelart som beskrevs av Hinz 1975. Glyptorhaestus japonicus ingår i släktet Glyptorhaestus och familjen brokparasitsteklar. Inga underarter finns listade i Catalogue of Life.